# Joaquim Homs

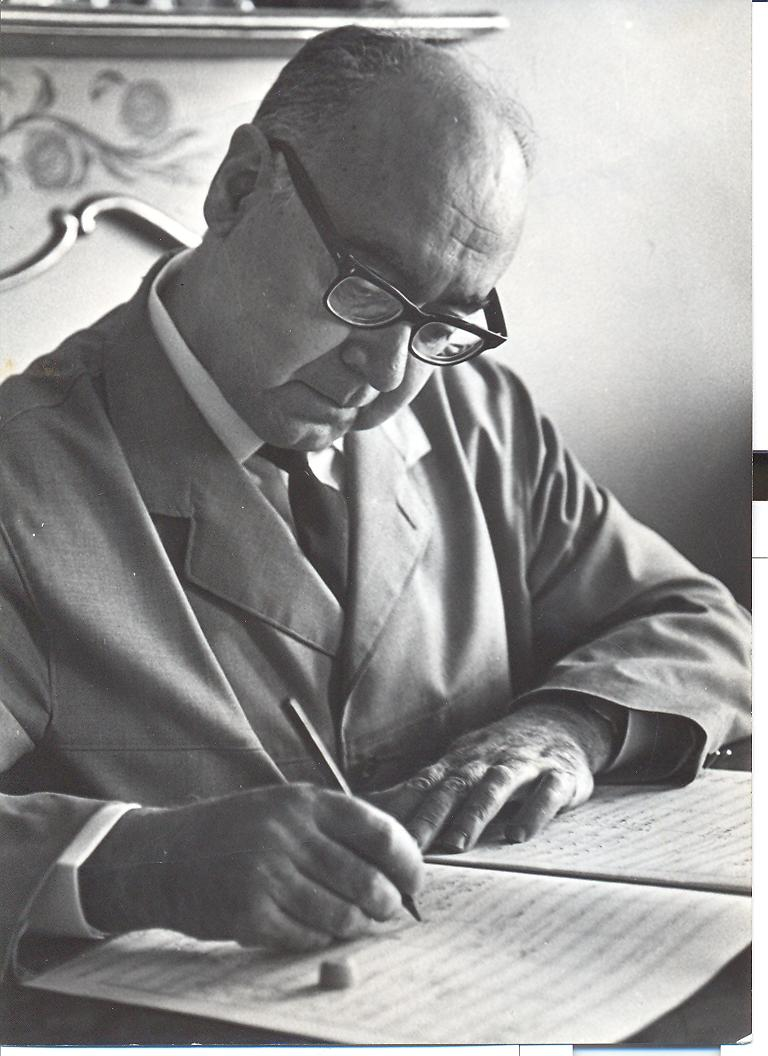
Joaquim Homs

Joaquim Homs (* 21. August 1906 in Barcelona; † 9. September 2003 ebenda) war ein katalanischer Komponist.

## Leben und Werk
Joaquim Homs begann – von seinem Vater dazu ermutigt – mit acht Jahren ein Cellostudium. Dies schloss er 1922 gleichzeitig zu seinem Abitur ab. Gespräche mit dem Violinisten und Musikwissenschaftler Enric Roig brachten den 20-Jährigen dazu, in Barcelona Kontakte zu Kulturschaffenden aufzunehmen. Er besuchte regelmäßig künstlerische Treffen bei dem Architekten Ramon Sastre, an denen Dichter und Musiker teilnahmen. In dieser Zeit bildete er sich autodidaktisch im Fach Klavier und in Komposition weiter, während er selbst noch Wirtschaftsingenieurwesen studierte. Von 1931 bis 1936 studierte Homs bei Robert Gerhard Komposition. Er lernte bei Robert Gerhard wohl auch Arnold Schönberg kennen.
1937, während des Bürgerkrieges, heiratete er die Malerin Pietat Fornesa. Wenige Tage später fand die Uraufführung seines ersten Werkes, des Duos für Flöte und Klarinette, auf dem XV. Festival der Internationalen Gesellschaft für Neue Musik in Paris statt. Gegen Ende des Bürgerkrieges geriet Homs unter Repressionen, da er sich nicht den Frankisten angeschlossen hatte. Er musste nach Valencia umsiedeln.
Das kulturfeindliche Klima im frankistischen Spanien direkt nach dem Bürgerkrieg führte dazu, dass Homs nach seiner Rückkehr nach Barcelona im Jahr 1942 seine gesamte Zeit der Komposition von Musik widmete. Er schuf so über 200 Werke. Er arbeitete in dieser Zeit mit dem im Untergrund agierenden Club Cobalto 49 zusammen, der intensiv die Neue Musik des 20. Jahrhunderts zu verbreiten suchte. Ab etwa 1960 konnte dieser Club öffentliche Livekonzerte mit zeitgenössischer Musik organisieren. Joaquim Homs engagierte sich dezidiert in solchen Konzerten, zusammen mit dem Komponisten Josep Maria Mestres i Quadreny bis etwa in das Jahr 1970. Durch diese Aufführungen wurde sein kompositorisches Werk sukzessive bekannt.
1974 war er Mitbegründer der Associació Catalana de Compositors (Katalanische Komponistenvereinigung). Im gleichen Jahr konnte er im Rahmen des Internationalen Musikfestes von Barcelona ein monographisches Konzert geben.
Homs verwendete als Kompositionstechnik sukzessive die atonale Technik, die Zwölftontechnik und den Serialismus. Sein Kompositionsstil zeichnet sich durch das Streben nach struktureller Klarheit aus, die mit kleinen und geringen Elementen maximale Ausdrucksintensität zu erreichen sucht. Die Zwölftontechnik interpretierte er dabei als persönlichen Leitfaden, um musikalische Formen einer hohen Sensibilität auf Basis von Gefühlen hervorzubringen. Vor allem in seinen kammermusikalischen Werken realisierte er diesen Ansatz in hoher Reinheit.
Homs verfasste die Biografie Robert Gerhard i la seva obra (1991, Robert Gerhard und sein Werk) sowie die Antología de la música contemporánea (1900-1959) (Anthologie der zeitgenössischen Musik (1900–1959))
Homs war gewissermaßen ein Bindeglied der Generació de 27 und der zeitgenössischen Avantgarde in Katalonien. Fünf monografische CDs mit Werken von Joaquim Homs wurden eingespielt. 1989 wurde er in die Reial Acadèmia Catalana de Belles Arts de Sant Jordi aufgenommen. 1981 erhielt er die Goldmedaille der Stadt Barcelona für herausragende künstlerische Leistungen. 1992 und 1999 erhielt er Premi Nacional de Música de la Generalitat de Catalunya (Nationaler Musikpreis der Katalanischen Regierung), 1993 eine Goldmedaille für herausragende künstlerische Leistungen des Katalanischen Kulturministeriums.

## Werke (Auswahl)
- Klavier
  - Neun Skizzen (1925)
  - Karussell Walzer (1934)
  - Variationen über ein volkstümliches katalanisches Thema (1943)
  - Sonate 1 (1945)
  - Sonate 2 (1956)
  - Drei Impromtu (1956)
  - Drei Inventionen über einen Akkord (1958)
  - Zwischen zwei Linien (Entre dues línies), Piano Suite, auch in einer Version für zwei Gitarren (1958)
  - Presencies (1967)
  - Soliloquies, für verschiedene Soloinstrumente (1972)
  - Drei Evokationen (1982–1987)
  - Remembrances (1984–1995)